# Kārsava (novads)
Kārsava est un ancien novads de Lettonie, situé dans la région de Latgale. Créé en 2009, il est supprimé en 2021 et fusionné dans la municipalité de Ludza. 

## Histoire
La municipalité de Kārsava (en letton Kārsavas novads) est créée en 2009, lors de la 1re réforme administrative territoriale, à partir d'une partie du rajons de Ludza. Elle se compose de cinq pagasts,  Goliševo , Malnava , Mērdzene , Mežvidi , Salnava et d'une ville Kārsava, chef-lieu. La municipalité compte 7 128 habitants en 2009 et 5 127 en 2021.
Après la réforme administrative et territoriale de 2021, elle est supprimée et intégrée à la nouvelle municipalité de Ludza.